# Claudio López Bru

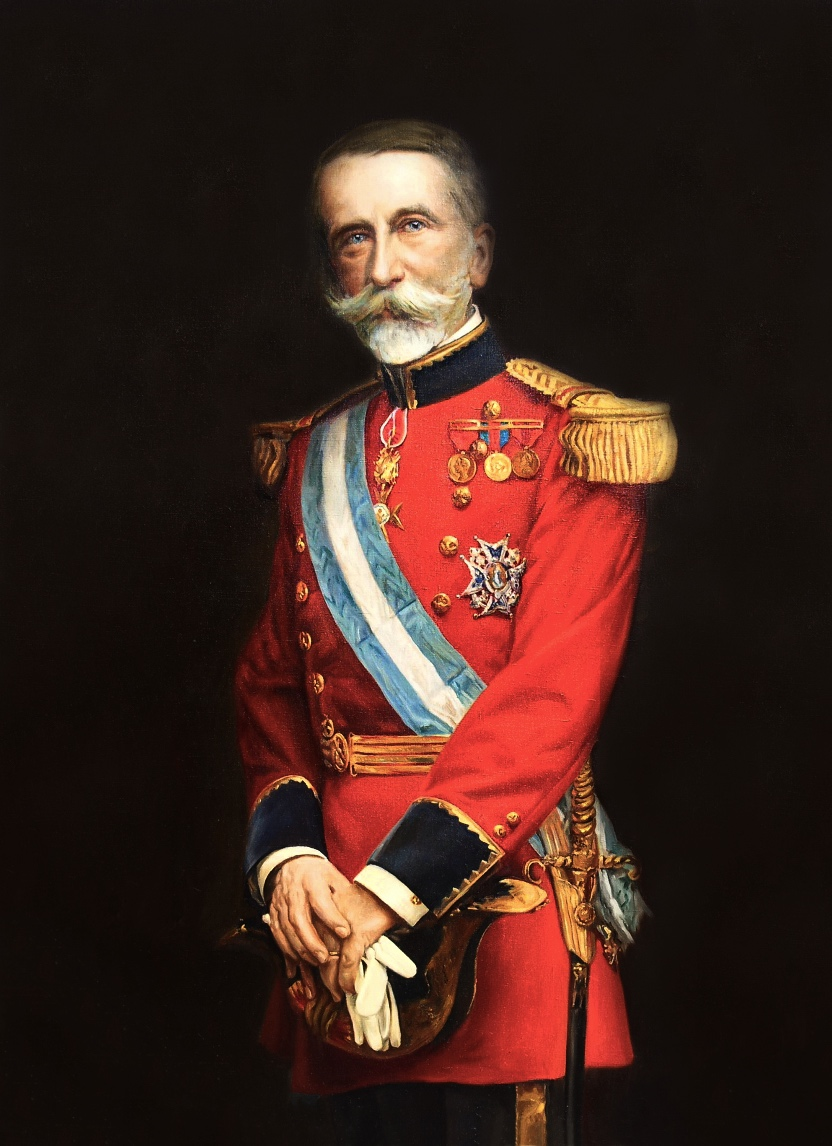
Segundo Marqués de Comillas (1853-1925), empresário e patriota, promotor de obras sociais como a Universidade Pontifícia Comillas.

Claudio López Bru, segundo Marqués de Comillas e Grande de Espanha (1853-1925), foi um marquês, empresário e filantropo espanhol.

## Vida
Nasceu em Barcelona em 14 de maio de 1853 e faleceu em Madrid em 18 de abril de 1925. Filho de Antonio López y López e de Luisa Bru, foi o quarto dos filhos nascidos do casal. Licenciado em Direito pela Universidade de Barcelona. Em 1881 contraiu matrimónio com María Gayón Barrié, que contava 17 anos. Não tiveram descendência. Herdou do seu pai, falecido em 16 de janeiro de 1883, o título de Marqués e a Grandeza de Espanha, além de avultada fortuna. As qualidades e as obras sociais e religiosas que fez conduziram ao levantamento de um processo de beatificação iniciado em 1945.

## Empresário
Presidiu às empresas que herdou do seu pai como a Compañía Trasatlántica Española, a Compañía General de Tabacos de Filipinas e os Ferrocarriles del Norte; também dirigiu as empresas que adicionou à sua fortuna como a Hullera Española, cujas explorações se situavam nos concelhos de Mieres, Lena e Aller (Astúrias), a Banca López Bru, a Constructora Naval e o Banco Vitalicio (companhia de seguros).

## Benfeitor

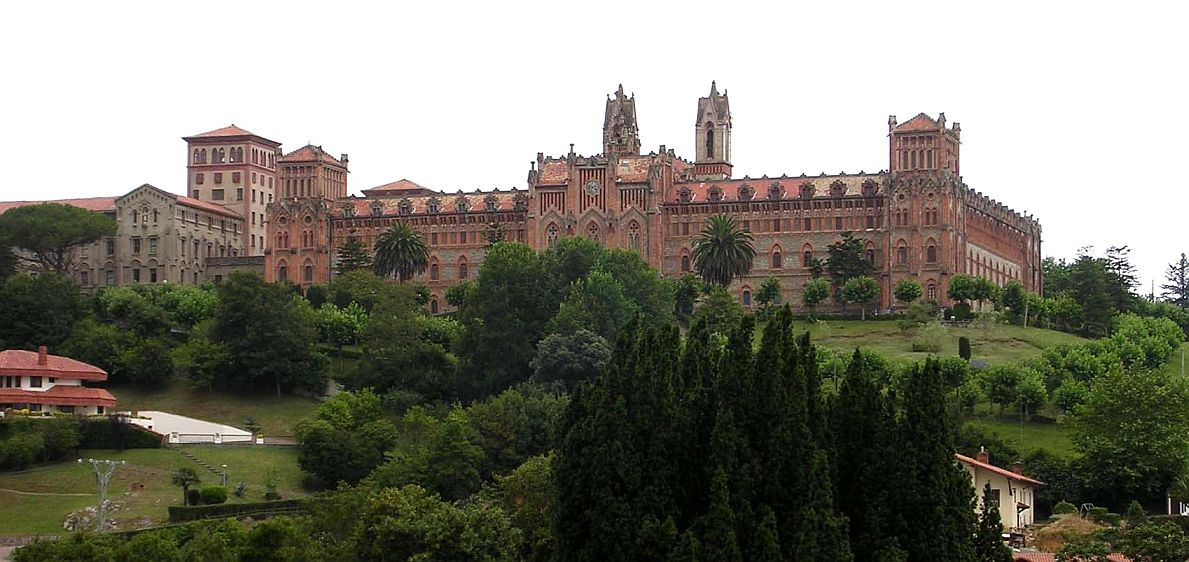
Vista parcial do complexo onde se aprecia o Seminário Maior da antiga Universidade de Comillas.

Desde a morte do seu pai foi o promotor do Seminário Pontifício de Comillas, dotando a construção do edifício fundador e a partir da inauguração em 1889, financiou generosamente o seu funcionamento. O Seminário foi erigido em 16 de dezembro de 1890 pelo papa Leão XIII e posteriormente convertido em Universidade Pontifícia, por meio do Decreto vaticano "Praeclaris honoris argumentas", da Sagrada Congregação de Estudos, de 19 de março de 1904, aprovado por Pio X. Foi um centro académico de destaque pela sumptuosidade da sede e excelência científica que alcançou em pouco tempo nas áreas em que tinha títulos: Filosofia, Direito Canónico e Teologia.
Em 20 de abril de 1925 em El Siglo Futuro, foi publicado um artigo necrológico sobre si (tinha falecido dois dias antes) onde se chama ao defunto Marquês de Comillas «o maior dador de esmolas de Espanha no passado e no presente séculos». Era abundante o capital que anualmente destinava ao socorro privado. 
Quando em 1893 se deu o episódio em Santander do navio a vapor Cabo Machichaco, que destruiu o porto e tirou a vida de 500 pessoas, ainda não era o barco sinistrado sua propriedade, e sentiu-se chamado a exercer socorro, acudindo de imediato ao lugar da tragédia e da sua conta fretou um trem de Barcelona com médicos e bombeiros para aliviar a desolação; depois de consolar os feridos, passados uns dias abandonou a cidade sem aceitar recompensa nem homenagem, alegando que lhe correspondia fazê-lo para cumprir como cristão e como montañés.

## Patriota
Destacou-se pelo seu patriotismo, especialmente durante a guerra hispano-americana de 1898. Sendo presidente da Compañía Transatlántica Española,  dirigiu ao capitão do navio "Antonio López" o dia da saída de Cádis para San Juan, um telegrama que dizia:
O navio encalhou na Enseada Honda, Porto Rico, perseguido pelo Yosemite, navio estado-unidense, em 28 de junho de 1898. A valiosa carga militar que transportava pôde ser resgatada mais tarde. 21 navios dedicou a Compañía Transtlántica a apoiar Espanha durante a guerra; sete deles nas Filipinas e 14 no Mar das Caraíbas. Claudio López Bru enviava-os sabendo o risco que corriam. Os seus marinheiros civis rivalizavam em arrojo e perícia com os do Almirante Cervera. Bastantes das suas unidades romperam o bloqueio da poderosa esquadra norte-americana e uma só vez destruíram os canhões inimigos.